# Schahin

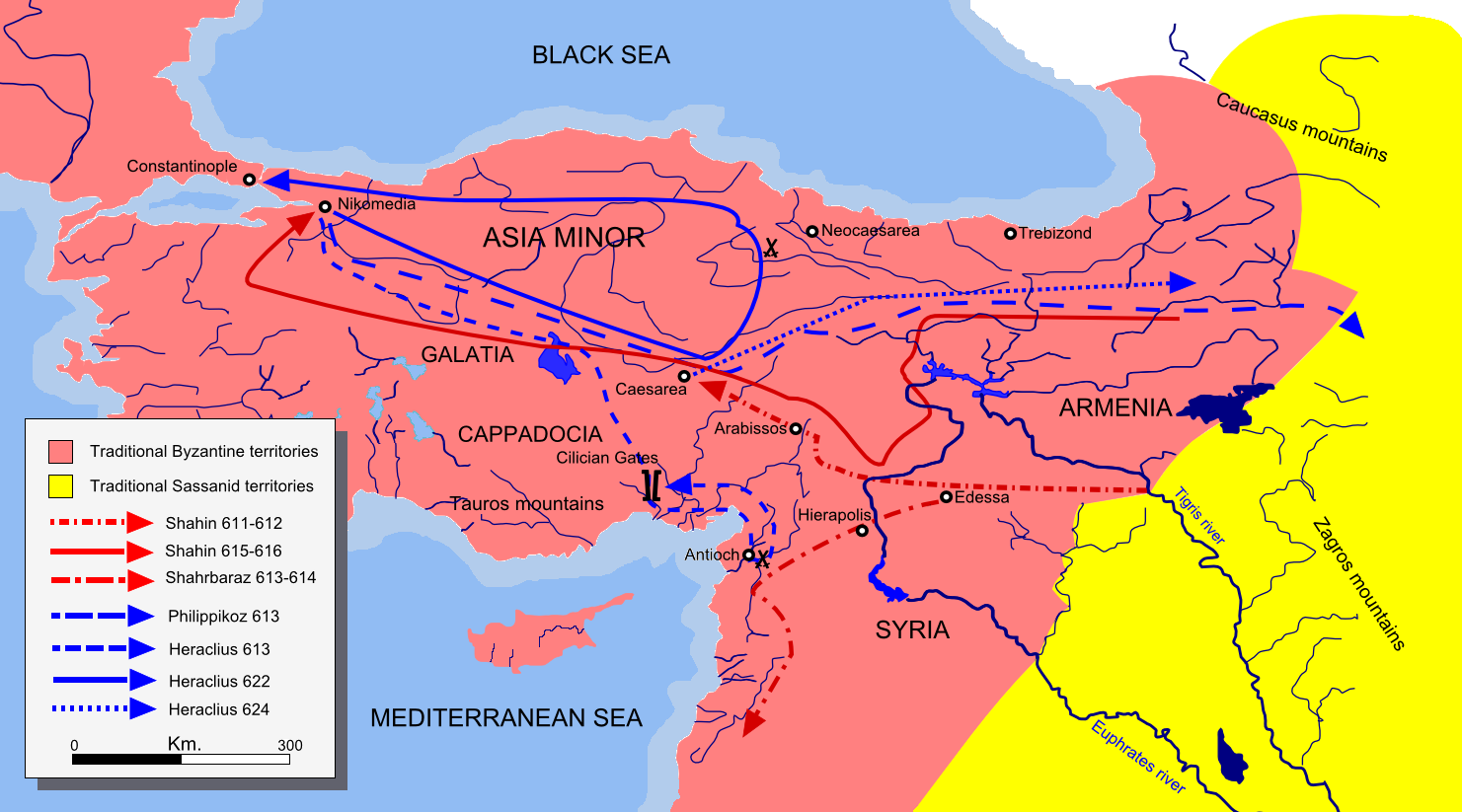
Feldzüge Schahins 611 bis 616

Schahin (griechisch Saēn, Saïn, aus mitteliranisch Šāhēn, „Falke“; † 626) war ein spätantiker persischer General.

## Leben
Über sein frühes Leben ist so gut wie nichts bekannt. In der älteren Forschung wurde vermutet, dass er aus einer der sieben großen Adelsfamilien des Sassanidenreichs stammt, doch bleibt dies Spekulation. Er war den Quellen zufolge Sohn eines gewissen Bahmanzādhak und trug laut Sebeos den Titel Patgosapān.
Schahin diente dem persischen Großkönig Chosrau II. in dessen 603 gegen Ostrom begonnenen Krieg, wobei er zunächst sehr erfolgreich operierte. 608 oder 609 gelang ihm der Durchbruch an der armenischen Front, wo er Theodosiopolis besetzte. 611 drangen seine Truppen nach Kleinasien vor, Caesarea in Kappadokien wurde besetzt und persische Truppen durchzogen das Land. Allerdings war ihre Kontrolle Kleinasiens eher oberflächlich, wenn auch das Erscheinen persischer Truppen in Chalkedon (615), gegenüber der Hauptstadt Konstantinopel, für Unruhe bei den Römern sorgte. Bereits 613 hatte er seine Truppen mit denen des Generals Schahrbaraz, der ein Rivale Schahins war, vereinigen können, bevor die römische Gegenoffensive in Armenien unter dem General Philippikos Schahin 614 zu einem strategischen Rückzug zwang. 
615 führte er mit Kaiser Herakleios Friedensgespräche, die aber ergebnislos verliefen. Als Herakleios 622 gegen die Perser in die Offensive ging, versuchte Schahin vergeblich, dessen Truppen zu vernichten: Er unterlag zusammen mit anderen persischen Generalen Herakleios im Jahr 625, nachdem der Kaiser geschickt agiert und die persischen Truppen mehrmals in die Irre geführt hatte.
Im Jahr 626 kam es zur Belagerung von Konstantinopel. Schahins Aufgabe war es, die Truppen des Herakleios zu binden und wenn möglich zu vernichten, während Schahrbaraz die Hauptstadt des oströmischen Reiches mit Hilfe der verbündeten Awaren (und ihrer slawischen Untertanen) erobern sollte. Die römische Flotte verhinderte jedoch, dass die Perser auf das europäische Ufer übersetzen konnten, die Awaren wiederum konnten das starke Befestigungswerk Konstantinopels nicht überwinden und zogen schließlich ab. Schahin und sein Heer (welches vielleicht bis zu 50.000 Mann stark war und auch eine Eliteeinheit umfasste) unterlagen wohl im Juli 626 (wahrscheinlich in der Nähe von Satala) einem von Herakleios’ Bruder Theodoros geführten römischen Heer. Kurz danach ist er verstorben. Chosrau, der seinen Generalen immer mehr misstraute (und dies durchaus nicht ganz zu Unrecht, wie das spätere Verhalten von Schahrbaraz zeigt), soll derart außer sich gewesen sein, dass er den Leichnam des Generals auf grausamste Art und Weise zurichten ließ. 
Im Jahr darauf besiegte Herakleios die Perser endgültig, die 628 um Frieden bitten mussten.